# Oshakati
Oshakati è una delle cittadine più sviluppate dell'Ovamboland, nel nord della Namibia. È la capitale della regione dell'Oshana, la seconda delle tredici regioni della Namibia per popolosità. Si trova sulla B1, la principale autostrada della Namibia, che va dal confine col Sudafrica al confine settentrionale con l'Angola passando per la capitale Windhoek. Il nome "Oshakati", nella lingua oshivambo del popolo ovambo, significa "ciò che è in mezzo".

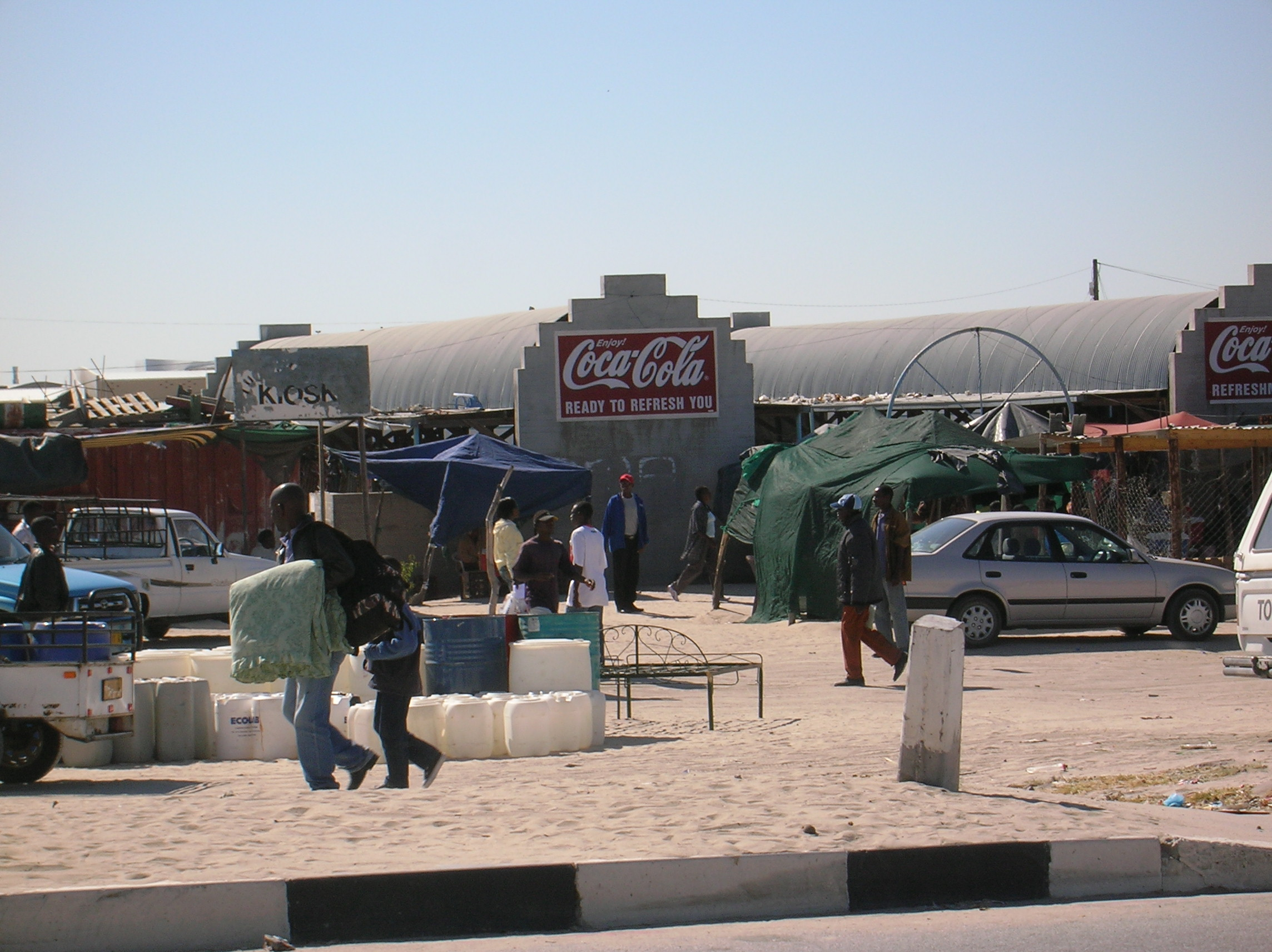
Mercato cittadino a Oshakati

La città ha iniziato a svilupparsi da quando la Namibia è diventata indipendente nel 1990. Nell'aprile del 2006 il presidente del Botswana Festus Mogae vi ha inaugurato il palazzo del comune. Nei pressi della città, a circa metà strada dalla vicina cittadina di Ondangwa, sorge un aeroporto.